# Senato della Repubblica

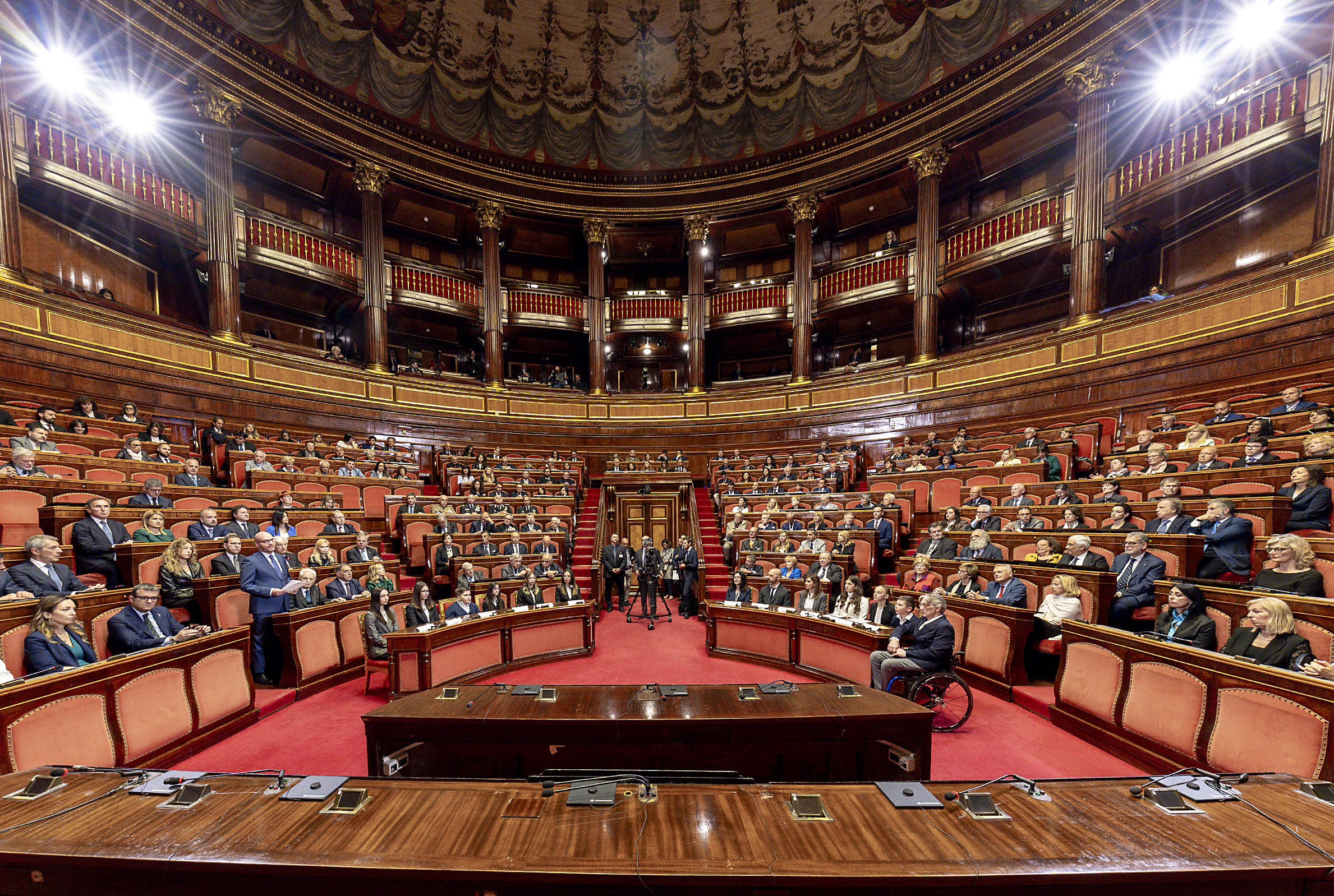
Blick vom Präsidium in den Plenarsaal

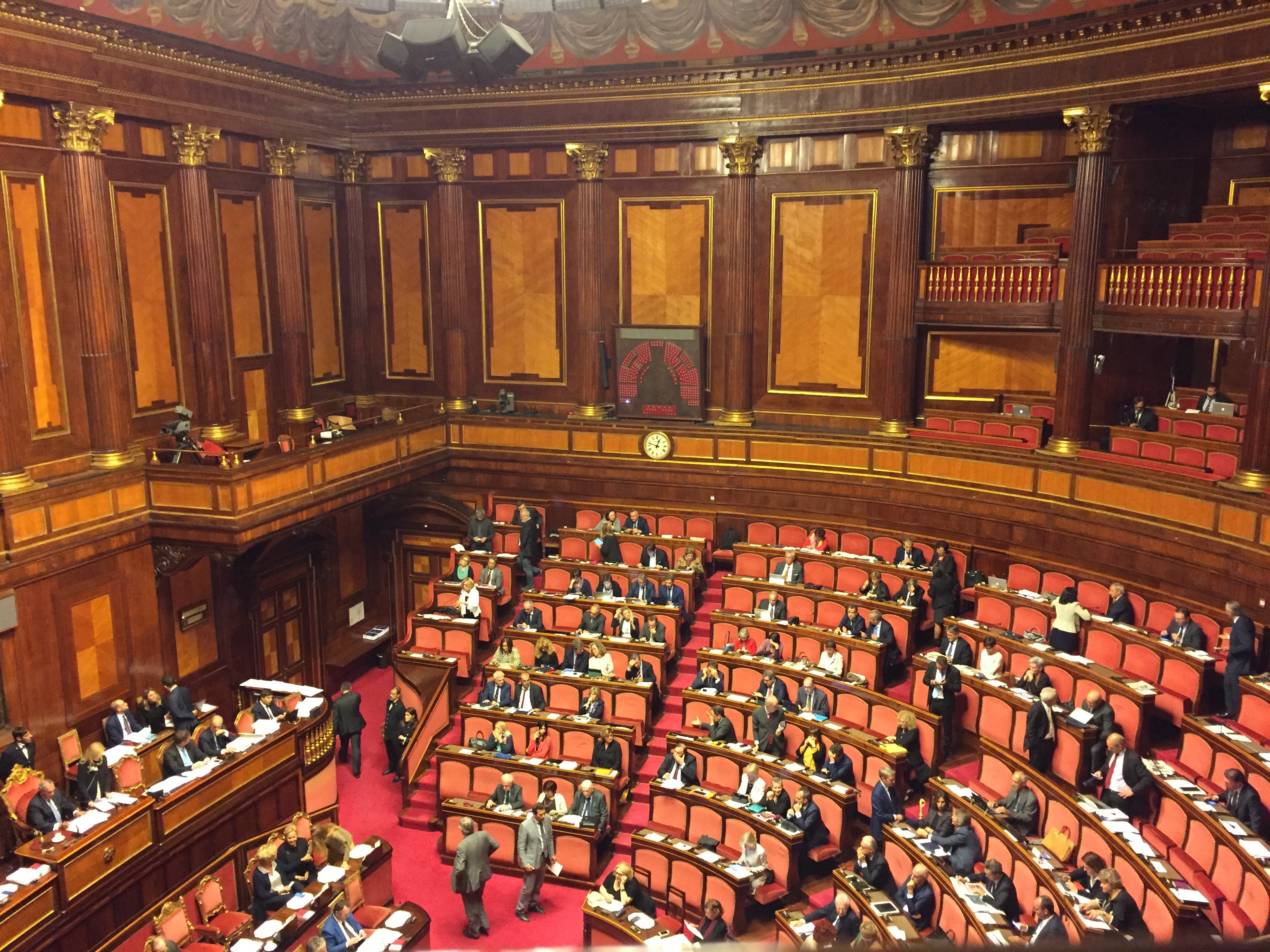
Plenarsaal des Senats

Der Senat der Republik (italienisch Senato della Repubblica, meist nur Senato genannt) ist die kleinere der beiden Parlamentskammern der italienischen Republik. Er wird auf regionaler Ebene gewählt und hat im italienischen Zweikammersystem dieselben Rechte wie die Camera dei deputati, die auf nationaler Ebene gewählte Abgeordnetenkammer. Versuche, den italienischen Senat tiefgreifend zu reformieren, scheiterten mehrmals, zuletzt 2016.
Der italienische Senat hat seinen Sitz im Palazzo Madama in Rom, die Residenz des Senatspräsidenten befindet sich im benachbarten Palazzo Giustiniani. Die historisch bedeutsame Bibliothek des Senats befindet sich seit 2003 im Palazzo della Minerva in der Nähe des Pantheon.

## Geschichte und Stellung
Der Senato della Repubblica beruht auf der am 1. Januar 1948 in Kraft getretenen Verfassung Italiens. Sein Vorgänger war der 1848 in Sardinien-Piemont gegründete Senato del Regno, der 1861 im Risorgimento vom italienischen Nationalstaat übernommen und 1946 mit Abschaffung der Monarchie aufgelöst wurde. Die Senatoren des Königreiches wurden nicht gewählt, sondern vom König auf Lebenszeit ernannt.
1946 ergab sich für die Verfassunggebende Versammlung die Aufgabe, einen Nachfolger für das ehemalige, nicht gewählte Oberhaus zu schaffen. Man tendierte zwar dazu, den neuen Senat zu einer Vertretung der Regionen zu machen, doch war der italienische Nationalstaat seit 1861 als zentraler Einheitsstaat nach napoleonischem Muster aufgebaut worden, weswegen man mit Dezentralisierungs- und Regionalisierungsbestrebungen weitgehend Neuland betrat. Gegen diese Bestrebungen gab es auch verschiedene Widerstände, was dazu führte, dass die von der Verfassung vorgesehene Regionalisierung Italiens erst in den 1970er Jahren umgesetzt wurde. Vor diesem Hintergrund gelang es der Verfassunggebenden Versammlung im Bereich der Legislative nicht, eine wirkliche Vertretung der Regionen nach dem Muster verschiedener Länderkammern föderaler Staaten zu schaffen. Die Direktwahl der Senatoren auf regionaler Ebene und die absolute Gleichberechtigung mit der Abgeordnetenkammer führten bereits in den 1970er Jahren zu Forderungen nach einer Differenzierung der Aufgaben und nach einer weitgehenden Beschränkung des Senats auf die Vertretung der Regionen. Der Umstand, dass die Regierung vom Vertrauen beider Parlamentskammern abhängig ist, geriet im Lauf der Zeit immer stärker in die Kritik, insbesondere in Legislaturperioden, in denen es in den beiden Parlamentskammern unterschiedliche Mehrheiten gab. Im Jahr 2014 legte die Regierung Renzi einen Gesetzentwurf zur Reform der Verfassung vor, in der Absicht, den Senat zu einer nicht mehr direkt gewählten Vertretung der Regionen und Gemeinden zu machen. 2016 wurde die Verfassungsreform von beiden Parlamentskammern gebilligt, in einem Referendum dann aber vom Volk abgelehnt. Etliche Verfassungsrechtler, darunter der ehemalige Präsident des italienischen Verfassungsgerichts, Gustavo Zagrebelsky, hatten das Reformvorhaben als unausgereift kritisiert und alternative Reformvorschläge unterbreitet.

## Zusammensetzung
Auf Grund des Verfassungsreferendums von 2020 wurde die Zahl der gewählten Senatoren mit Beginn der 19. Legislaturperiode (13. Oktober 2022) von 315 auf 200 verringert. Jede der 20 Regionen stellt eine festgelegte Anzahl an Senatoren, die je nach Bevölkerungszahl in der Region variiert. Bis auf zwei Ausnahmen stellt jede Region mindestens drei Senatoren. Das Aostatal stellt nur einen Senator, die Region Molise zwei. Vier Senatoren werden von den Auslandsitalienern gewählt. Nach dem 2017 eingeführten Wahlsystem werden 74 Senatoren nach relativer Mehrheitswahl in Einerwahlkreisen und 122 nach Verhältniswahl innerhalb der Regionen gewählt. Für die proportionale Sitzverteilung gilt eine landesweite Sperrklausel von drei Prozent.
Die italienische Verfassung besagte bisher, dass die Senatoren in allgemeiner und direkter Wahl von den Wählern gewählt werden, die das 25. Lebensjahr überschritten haben. Zum Senator ist wählbar, wer das 40. Lebensjahr vollendet hat (vgl. Art. 58 der Verfassung). Nach einer Verfassungsänderung gilt seit 2022 ein neues Mindestalter für das aktive Wahlrecht von 18 Jahren, das passive Wahlalter verbleibt bei 40 Jahren.
Zu den gewählten Senatoren treten Senatoren auf Lebenszeit hinzu. Italienische Staatspräsidenten sind nach Ende ihrer Amtszeit von Rechts wegen Senatoren auf Lebenszeit, es sei denn, sie verzichten darauf (Art. 59 Abs. 1 der Verfassung). Die amtierenden Staatspräsidenten haben das Recht, fünf verdiente italienische Staatsbürger zu Senatoren auf Lebenszeit zu ernennen. Die Verfassung gesteht dieses Privileg Bürgern zu, „die […] durch höchste Verdienste auf sozialem, wissenschaftlichem, künstlerischem und literarischem Gebiet in besonderer Weise dem Vaterlande zur Zierde gereichen“ (Art. 59 Abs. 2 der Verfassung). Derzeit (Stand: September 2023) gibt es fünf von Staatspräsidenten ernannte Senatoren auf Lebenszeit. Nach dem Tod des Altpräsidenten Giorgio Napolitano gibt es seit dem 22. September 2023 keinen Senator von Rechts wegen. Napolitano war bereits vor seiner Wahl zum Staatspräsidenten Senator auf Lebenszeit; dieses Amt ruhte während seiner Präsidentschaft.

## Organe des Senats
Das Präsidium des Senats besteht aus dem Präsidenten des Senats und aus vier Vizepräsidenten, die abwechselnd die Plenarsitzungen leiten. Drei Quästoren sind für Verwaltungsangelegenheiten und Sicherheit verantwortlich, acht Sekretäre übernehmen unterstützende Aufgaben. Das Präsidium ernennt einen Generalsekretär, der nicht Senator, sondern Verwaltungsbeamter ist und die Senatsverwaltung leitet.
Die Senatoren bilden Fraktionen mit jeweils einem Fraktionsvorsitzenden. Letztere kommen unter dem Vorsitz des Senatspräsidenten regelmäßig in der Konferenz der Fraktionsvorsitzenden zusammen, um Tagesordnungen und Sitzungskalender festzulegen. Die Sitzungen erfolgen im Plenum, in zehn ständigen Fachausschüssen, speziellen Komitees und Kommissionen sowie bei Bedarf in Untersuchungsausschüssen oder gemeinsamen parlamentarischen Ausschüssen der beiden Parlamentskammern.

## Verhältnis der Kammern
Die beiden italienischen Parlamentskammern (Abgeordnetenkammer und Senat) tagen grundsätzlich getrennt. Für Beschlussfassungen, bspw. über Gesetze, sind gleichlautend Beschlüsse beider Kammern erforderlich. Auch ist die Regierung vom Vertrauen beider Kammern abhängig. Italien hat damit das seltene System zweier gleichberechtigter Kammern.
Die Kammern können auch gemeinsam tagen (Parlamento in seduta comune) und beschlussfassen, jedoch nur in den von der Verfassung ausdrücklich vorgesehenen Fällen (insbesondere für bestimmte Wahlen). Sitzungsort ist in diesem Fall der Palazzo Montecitorio. Die Sitzungen werden vom Präsidenten der Abgeordnetenkammer geleitet, wohingegen der Senatspräsident Stellvertreter des Staatspräsidenten ist.